# Georg von Dadelsen
Pour les articles homonymes, voir Dadelsen.
Georg von Dadelsen (né le 17 novembre 1918 à Dresde et mort le 25 mai 2007 à Tübingen) est un musicologue allemand. Il est considéré comme un spécialiste confirmé de Jean-Sébastien Bach; il publie de nombreux ouvrages et articles sur Bach, sa famille et son environnement.

## Biographie
Von Dadelsen obtient son abitur au lycée humaniste de Berlin-Zehlendorf. Après le service militaire et l'emprisonnement, à partir de 1946, il étudie la musicologie avec Friedrich Blume (de) à Kiel, avec Walther Vetter (de) à l'Université Humboldt et avec Walter Gerstenberg à l'Université libre de Berlin. Il suit également des cours de philosophie et d'études allemandes. En 1951, il est accepté à l'Université libre de Berlin avec l'ouvrage Alter Stil und Alte Techniken in der Musik des 19. Jahrhunderts.
En 1952, von Dadelsen, avec sa femme Dorothee (de), suit son professeur Gerstenberg en tant qu'assistant à l'Institut de musicologie de l'Université Eberhard-Charles de Tübingen. De 1953 à 1959, il dirige l'Orchestre universitaire de l'Université de Tübingen. Durant cette période, il travaille également comme critique musical. En 1958, il obtient son habilitation à la Faculté de philosophie de Tübingen avec l'ouvrage Contributions à la chronologie des œuvres de Jean-Sébastien Bach. En 1960, von Dadelsen reprend la chaire de musicologie à l'Université de Hambourg en tant que professeur titulaire. En 1971, il reprend la chaire correspondante à Tübingen jusqu'à sa retraite en 1983.
Au nom de la Commission d'histoire de la musique (de), que von Dadelsen préside de 1973 à 1988, il dirige la série de monuments Das Erbe deutscher Musik (de) de 1959 à 1998. De 1961 à 1993, Georg von Dadelsen est directeur de l'Institut Jean-Sébastien-Bach (de) à Göttingen. En tant que président du comité de rédaction, von Dadelsen a une influence décisive sur le sort de la Neue Bach-Ausgabe 1954-2007 (NBA) dans sa phase décisive pendant 32 ans.
Von Dadelsen fonde l'édition sélective des œuvres musicales d'ETA Hoffmann, qui est publiée depuis 1976. En plus des livres énumérés ci-dessous, il écrit de nombreux articles sur l'histoire de la musique. C'est ainsi que certains articles de Die Musik in Geschichte und Gegenwart (1re édition) sont également de sa plume.
Ses élèves incluent Wolfgang Horn (de), Konrad Küster (de), Volker Scherliess (de) et Siegfried Schmalzriedt (de).

## Famille
Georg von Dadelsen est marié à la journaliste Dorothee von Dadelsen (de), la fille du spécialiste du journalisme Emil Dovifat (de). Le couple a eu deux filles et deux fils. Le compositeur Hans-Christian von Dadelsen (de) et l'éditeur ZDF Bernhard von Dadelsen sont les fils du couple.

## Publications (sélection)
- 1951: Alter Stil und alte Techniken in der Musik des 19. Jahrhunderts (Philosophische Dissertation an der Freien Universität Berlin)
- 1957: Bemerkungen zur Handschrift Johann Sebastian Bachs, seiner Familie und seines Kreises (Tübinger Bach-Studien I), Trossingen
- 1958: Beitrag zur Chronologie der Werke Johann Sebastian Bachs (Habilitationsschrift an der Universität Tübingen, Tübinger Bach-Studien IV und V), Tübingen
- 1967: Editionsrichtlinien musikalischer Denkmäler und Gesamtausgaben, herausgegeben im Auftrag der Gesellschaft für Musikforschung, Kassel
- 1976: Johann Sebastian Bachs Nachwirken: Die Söhne und die Schüler. In: Barbara Schwendowius, Wolfgang Dömling (Hrsg.): Johann Sebastian Bach. Zeit, Leben, Wirken. Bärenreiter, Basel/ Tours/ London 1976, S. 145–176.
- 1985: Bachs Werke im Originaltext – Aufgaben und Erkenntnisse der Neuen Bach-Ausgabe. In: Neue Zürcher Zeitung. 16./17. März 1985. (Nachdruck in: Johann-Sebastian-Bach-Institut Göttingen und Bach-Archiv Leipzig (Hrsg.): Die Neue Bach-Ausgabe 1954-2007 – Eine Dokumentation. Bärenreiter, Kassel/Basel/London/New York/Prag 2007, S. 11–16.)